# Глеваха
Глева́ха (укр. Глева́ха) — посёлок в Фастовском районе Киевской области Украины, административный центр Глеваховской поселковой общины. До 2020 года входил в Васильковский район.

## География
Посёлок Глеваха расположен в 15 км юго-западнее Киева в северной части Васильковского района, на границе двух природных зон смешанных лесов и лесостепи. На севере земли Глевахи граничат с землями Боярского городского совета Киево-Святошинского района.

## Название
Своё название посёлок получил от названия небольшой речки Глевы, имевшую очень глинистое русло (укр. «глевкість» — комковатость, вязкость). Когда-то река впадала в Бобрицу, являющейся притоком Ирпеня. Сегодня речка Глева превратилась в небольшой заиленный ручей. А на глину посёлок богат и сегодня, и даже целый район посёлка называется Глинянка.

## История
Поселение известно с второй половины XVI века.
Пора раннего железа или скифские времена VII в. до н. э. — IV в. н. э. представлена курганным погребением VI в. до н. э. Курган был раскопан в 1950 г. археологом А. И. Тереножкиным. При раскопках обнаружено захоронение знатного скифского вождя. Найдено большое количество вещей: посуда, бляшки от конской узды, бронзовая подвеска от обушка, шпильки, гвоздеподобная серьга, ожерелье, наконечники стрел, меч-акинак.
Позже, в раннеславянские времена, на территории Глевахи проживали люди в укрепленном городище, раскопанном археологами в северо-западной части посёлка. Найдено большое количество костей различных животных, зерна ячменя, ржи, проса, пшеницы. Раскопали большую гончарную мастерскую с готовой посудой: кувшинами, кружками, мисками. Это говорит о том, что древние жители были не только земледельцами и охотниками, но и умелыми гончарами.
Во времена Киевской Руси через территорию посёлка пролегал очень важный путь из Киева в Васильков и далее на Белую Церковь. Эта дорога в древности называлась Битый путь. Сегодня память о давних временах сохраняется в названиях улиц и железнодорожной остановки «Дорожная». Жизнь на территории посёлка в те времена то замирала, то возрождалась из-за постоянных набегов с юга кочевых племен.
После татаро-монгольского нашествия, в середине XIII века, на территории Глевахи долгое время постоянной человеческой жизни не существовало. Жизнь начинает возрождаться с началом XIV века, когда земли Киевщины вошли в состав Литовско-Русского княжества. А после разгрома в 1367 году Великим Литовским князем Ольгердом татаро-монгол, на этой территории стало спокойно, что способствовало возрождению хозяйства.
Где в это время в конце XIV в начале XV века, в урочище «Глинянка» появляются первые поселенцы земледельцев и охотников. Территория посёлка в то время была покрыта густыми дубовыми и сосновыми лесами, в которых водилось много разных зверей в окрестных реках и озёрах было много рыбы, водоплавающих птиц. Количество жителей росло медленно и постепенно, что приводило к окультуриванию будущей Глевахи. Основным орудием было земледелие, а также охота на бобров и заготовка их меха, который в то время приносил значительный доход.
Именно это обстоятельство и привлекло взгляд литовских князей. Своей грамотой литовский князь в 1471 году передает окрестные земли вместе с селом Глеваха в собственность государя (помещику) Гриньковичу — землянина. Право на эти земли Гриньковича и его потомков не раз подтверждались польскими королями Сигизмундом, Теофаном и Владиславом.
В 1565 году 20 декабря Киево-Михайловский монастырь купил село Глеваху со всеми угодьями в державца Семена Гриньковича — землянина, Киевский воеводы за 30 коп литовских денег. Границы земельных угодий, которые стали принадлежать монастырю, были определены князем Константином Островским в грамоте 20 октября 1586. Границы земель были такими: «… от реки Виты, ниже плотины, долиной в Белоцерковский дороги. Дорогой к кургану на Белоцерковском поле и на Глеваський почву. Далее граница идет от Богушевого оборка к реке Еленовки, затем по реке Бобрица вниз до впадения в неё реки Глевахи. Далее руслом Глевахи к реке Бобер и к валу под городище Будаевка. Далее валом через лес к реке Вита, где граница начинается».
В начале XVII в. монахи Киево-Михайловского монастыря руками Глевахивських крестьян построили на реке большую двухколесную мельницу. Она находилась ниже по реке за три версты от Глевахи. Со временем у мельницы возник хутор Малютянка, считавшийся частью Глевахи. Во время национально-освободительной войны под руководством Богдана Хмельницкого мужское население приняло в руки оружие и пошли в казацкую армию воевать с поляками, а женщины и дети пошли в Будаевку и в Белогородку, и на хутор Малютянка. Через село неоднократно проходили как казацкие, так и польские войска, и село было полностью уничтожено. Первые годы после войны в селе никто не жил.
И только в конце XVII века в селе начинает возрождаться жизнь. После присоединения Киевщины к России село Глеваха переходит в собственность казны монастырских владений, а позже — в государственную казну. Жители села становятся государственными крестьянами. Они традиционно занимаются земледелием, скотоводством, охотой, пчеловодством. Развитые некоторые ремесла: ткачество, теслярство, лимарство (производство конской сбруи.
Вот как описывает занятия населения в начале XIX в. француз Де ля Флиз: "Население Глевахи занимается земледелием и разведением домашнего скота. Больше высевают ржи, ячменя овса, а еще — гречку, чечевицу. Многие выращивают конопли, из пряжи которых делают холст, а из него одежду. Отдельные крестьяне имели пасеки. В селе Глеваха было в то время пять ремесленников: четыре ткача и кузнец «Кузня стояла у пруда в центре села».
В 1830-х годах село Глеваха становится волостью. Здесь находилась волостная управа, сельское училище и запасной магазин с хлебом. В 1838 году было сделано перепись жителей села и их хозяев. В селе проживали 581 мужчина и 644 женщины, которые занимались земледелием и животноводством, разводили домашнюю птицу. В селе насчитывалось 138 домов.
Реформа 1861 года почти ничего не изменила в положении крестьян. В 70-х годах на западе села прошла железная дорога Киев-Фастов, что значительно повлияло на жизнь жителей села. Часть мужчин идет работать на железную дорогу, в депо станции Боярка.
К началу 1900 года село являлось волостным центром Киевского уезда Киевской губернии с населением 2238 человек, здесь насчитывалось 389 домов, действовали почтовая станция, начальная школа и православная церковь. Многие жители Глевахи шли работать на предприятия Киева и на железную дорогу.
Революционные события 1905—1907 годов не обошли и Глеваху. В селе 5 октября 1905 состоялся еврейский погром. Жители села, хоть и не принимали лично участие в нём, но и не осуждали погромщиков, которые прибыли в село из Боярки.
В 1912 житель села Прокоп Федорович Снегирь был избран депутатом IV Государственной думы[уточнить].
В 1914 году началась Первая мировая война. Многих мужчины забрали в армию и отправили на фронт. Почему идет война, за что воюют, крестьяне не понимали и желали одного, чтобы война скорее закончилась. Обращение царя в 1917 году в селе встретили по-разному: одни растерялись, другие радовались, что может быстрее закончиться война. Но этого не произошло. Жители села возвращались домой с фронта, но и тут покоя не было. Шел процесс становления украинской государственности. Во время I войны Советской России против Украинской Народной Республики многие жители Глевахи пошли в украинскую армию, чтобы защитить своё государство, подавить выступление большевиков на заводе «Арсенал» в Киеве. В то же время житель села Кондрат Романович становится большевиком. Постепенно село делилось на два враждующих лагеря. Во время немецкой оккупации часть жителей идет в повстанческие отряды, которые потом стали на сторону Директории, образовавшейся в Белой Церкви. После установления власти Директории многие мужчины были мобилизованы в украинскую армию, которая воевала против Красной армии. 16 февраля 1919 село было занято красными. Сельский совет возглавляет большевик Гайдай Никита Федосеевич. Жители села, которые были против большевиков, пошли в повстанческие отряды Синенко и Гаевого.
В августе 1919 года село стало ареной двухнедельных упорных боев советских и петлюровских войск. Украинская армия победила и двинулась на Киев, но город заняли деникинцы, которые вскоре появились и в Глевахе, пытаясь восстановить в деревне дореволюционные порядки. В декабре 1919 года, после разгрома деникинцев, в село снова пришли красные и ввели продразвёрстку. Запретили торговать продовольствием, что вызвало недовольство жителей села. Часть крестьян снова подалась в повстанческие отряды. В апреле 1920 года в село вступили поляки, которые вскоре его покинули. А в июне вернулись красные, теперь уже окончательно.
В это время жизнь населения Глевахи была очень непростой. В окружающих лесах действовало много повстанческих отрядов, выступавших против большевиков, гибло много людей. Это был заключительный аккорд гражданской войны. В селе в 1924 году была создана комсомольская организация, которая должна была укрепить советскую власть. За насильственное изъятие излишков зерна у крестьян были убиты двое комсомольцев Пацьор Панас и Карпенко Тихон.
Постепенно крестьяне привыкают к новым порядкам. И в 1930 году в Глевахе создан колхоз «Новый путь» Председателем колхоза становится Кузьменко Федор Сергеевич К середине мая было коллективизировано 93 % крестьянских хозяйств. Для завершения такой быстрой коллективизации применялись принудительные меры. Коллективизация привела к снижению производительности труда. В 1932 году с колхозных амбаров и у крестьян забрали все зерно и село было обречено на голод. Выручало то, что многие работали на предприятиях города Киева, на железной дороге, где получали небольшие продовольственные пайки. Уже в 1939 году колхоз возглавляет Назаренко Иван Григорьевич.
После начала Великой Отечественной войны началась мобилизация, кроме того, жители села участвовали в строительстве оборонительных рубежей вокруг Киева. В селе разместили зенитную батарею. Поэтому село подверглось жестокой бомбардировке немецкими самолётами. В воздушных боях в небе над селом было сбито 4 фашистских самолёта.
31 июля 1941 село было оккупировано немецкими войсками. Они сразу арестовали и расстреляли коммунистов Олейника Николая Ивановича, Миколаенко Степана Яковлевича, Петуха Кузьму Васильевича. Начиная с 1942 года большие группы глевахской молодёжи было отправлено на каторжные работы в Германию. Этим занимались местные полицаи во главе со старостой Комиссаренко А. В это время в Глевахе действует подпольная группа во главе с учителем П. Вовченко. Подпольщики распространяли листовки, где рассказывали о положении на фронте и призывали к борьбе с фашистами. Весной 1943 г. группа была разоблачена и всех арестовали, руководители группы были расстреляны в Василькове.
6 ноября 1943 после короткого, но ожесточенного боя Глеваха была освобождена наступавшими советскими войсками, в бою отличился экипаж танка Т-34 ст. сержанта И. В. Антонова (ставшего Героем Советского Союза).
После освобождения села началась мобилизация мужчин призывного возраста в советскую армию, которые участвовали в бою в районе станции Козятин. Всего за время войны на фронте погибли 309 жителей села и ещё 29 человек гражданского населения.
Есть в Глевахе улица Карпенков. Названа так в честь известной династии глевахсчан, которые активно участвовали в становлении советской власти в деревне. Четверо из пяти сыновей Артема Климовича Карпенко погибли в борьбе с немецко-фашистскими захватчиками в годы Великой Отечественной войны. Из семьи в живых остался только Василий Артемович. Войну он встретил комиссаром на теплоходе «Крым». Защищал Одессу, доставлял боеприпасы защитникам города. В декабре 1941 года в рукопашном бою на подступах к Севастополю моряк был тяжело ранен. За проявленный героизм капитан В. А. Карпенко был награждён Орденом Боевого Красного Знамени, многими медалями. После войны продолжил службу в Вооружённых Силах.
После освобождения Глевахи началась восстановление хозяйства. Вся тяжесть легла на плечи женщин. В колхоз, который стал называться им. Хрущева, люди несли свои небольшие запасы зерна, картофеля. Пахали на коровах, потому что не хватало лошадей, вскапывали землю лопатами. Большинство населения работали на предприятиях Киева и Боярки. В 1954 году в селе было 963 двора. Количество жителей постоянно увеличивалось.
В послевоенные годы в Глевахе были построены пожарное депо, механическая мастерская, пилорама.
В 1957 году в Глевахе была открыта областная психоневрологическая больница (сейчас это Киевская областная психоневрологическая больница).
На 1 января 1963 года количество дворов было 1345 с числом жителей 5425 человек. В колхозе работали 1205 человек. Весной 1963 Глевахский колхоз «Украина» был реорганизован в совхоз и птицефабрику с центральной усадьбой в селе Западинка.
В 1976 году Глеваха получила статус посёлка городского типа.
В 1978 году численность населения составляла 9,4 тыс. человек, здесь действовали научно-экспериментальная биологическая станция АН УССР, республиканский филиал научно-исследовательского технологического института механизации и электрификации сельского хозяйства, общеобразовательная школа, медицинская амбулатория, две больницы, Дом культуры и библиотека.
В 1989 году численность населения составляла 10 755 человек.
8 июня 2015 года на окраине посёлка произошёл пожар на нефтебазе «БРСМ-Нафта».

## Инфраструктура
В Глевахе есть средняя школа на 1167 мест, амбулатория, 3 аптеки, 14 магазинов различных форм собственности, Глевахский рынок, два детских сада, дом быта, парикмахерская.

## Транспорт
Территория населённого пункта разделена на две части (восточную и западную) Юго-Западной железной дорогой. Имеются три железнодорожных остановки.
На востоке посёлка проходит важная автодорога Киев-Одесса.

## Известные жители
- Хвоя, Никита Фёдорович — Герой Советского Союза
- Снигирь, Прокофий Федотович — Депутат Второй Думы, 1907 г.